# 루한 (부에노스아이레스주)

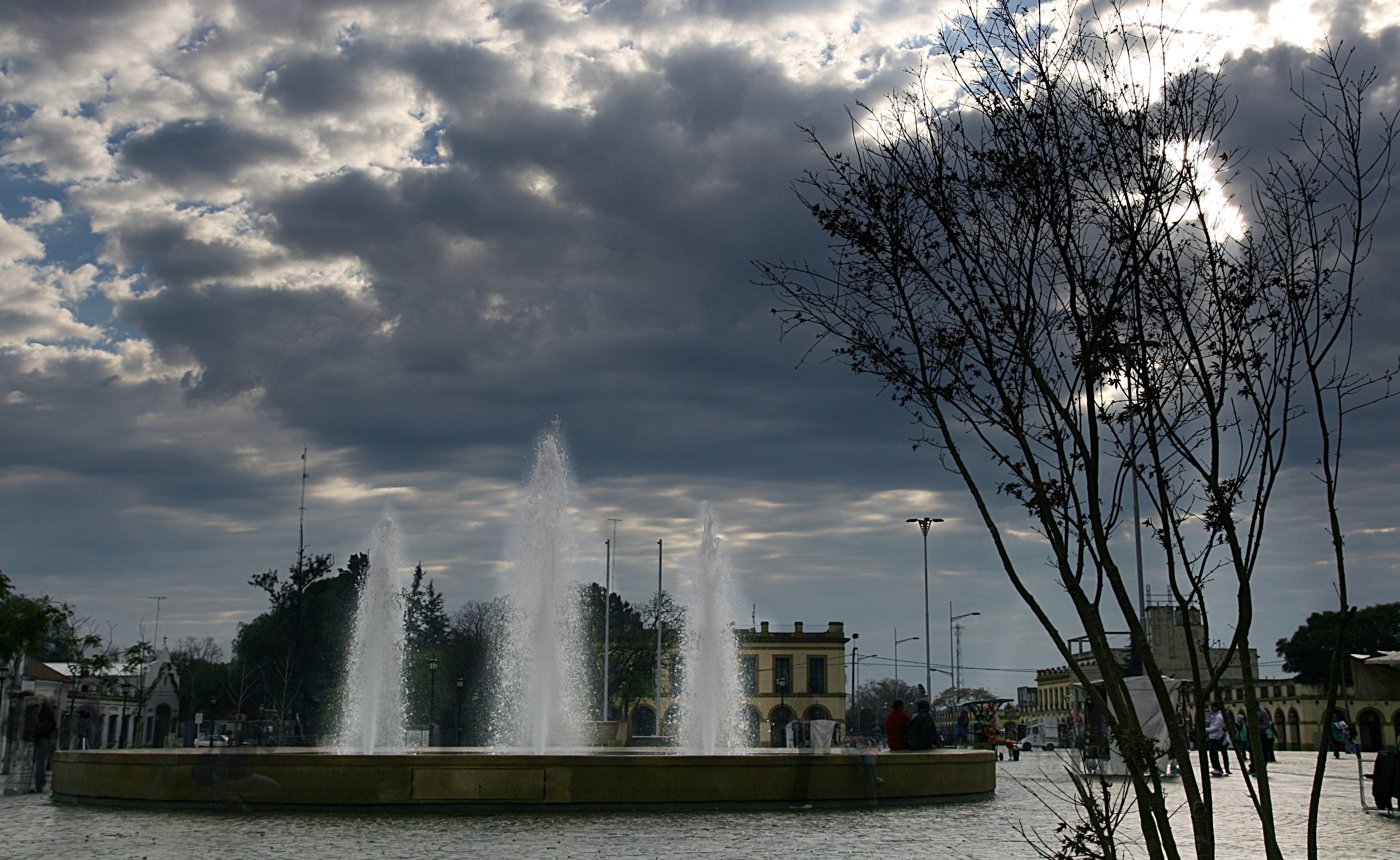
루한 시가지

루한(스페인어: Luján)은 아르헨티나 부에노스아이레스주에 위치한 도시로 높이는 21m, 인구는 102,050명(2012년 기준)이다. 1755년에 설립되었으며 부에노스아이레스에서 북서쪽으로 68km 정도 떨어진 곳에 위치한다. 고딕 리바이벌 건축 양식으로 지어진 루한의 성모 대성당으로 알려져 있다.